# Амит, Меир
Меир Амит (при рождении Слуцкий; ивр. מאיר עמית‎; 17 марта 1921, Тверия, Палестина — 17 июля 2009, Тель-Авив, Израиль) — израильский военный и государственный деятель, начальник военной разведки «АМАН» и внешней разведки «Моссад». Двоюродный брат известного советского поэта Бориса Слуцкого.

## Биография
Родители Амита приехали в Палестину в 1920 году из Харькова через Феодосию. Его отец, Шимон-Ицхок Мовщевич-Нохимович Слуцкий (уроженец Понорницы Кролевецкого уезда Черниговской губернии), был родным братом Абрама Наумовича Слуцкого, отца поэта Бориса Слуцкого. Меир Слуцкий родился 17 марта 1921 года в Тверии. Позже семья переехала в Иерусалим, а затем в Рамат-Ган.
Ещё в школе, в 1936 году, Меир вступил в ряды «Хаганы», сменив свою фамилию на Амит. Будучи приверженцем социализма, в 1939 году стал членом кибуца Алоним в Нижней Галилее.
С 1940 по 1945 год служил в «Еврейской полиции» Палестины («Нотрим», ивр. נוטרים‎), созданной по инициативе британской администрации.

### Военная служба
Во время Войны за Независимость командовал ротой, участвовал в боях за Мишмар-ха-Эмек и Изреельскую долину.
После провозглашения государства Израиль Меир Амит вступил в Армию обороны Израиля. В качестве заместителя командира батальона принимал участие в сражении за Нижнюю Галилею. Был ранен в бою за Дженин. Участвовал в операциях «Хорев» и «Увда».
Был назначен заместителем командира бригады «Голани». По окончании войны остался в армии.
Меир Амит служил в пехоте и танковых войсках, был одним из проводников израильского военного принципа «Делай как я». В 1950 году возглавил бригаду «Голани». В 1951 году Амит познакомился с генералом Моше Даяном, тогда командующим Южным военным округом. В 1956 году, во время Суэцкого кризиса, был начальником оперативного отдела Генерального штаба, который к тому времени возглавил Даян. Получив звание генерал-майора занимал должность командующего Южным, затем Центральным округом.
Амит мог бы стать начальником Генерального штаба, сменив Моше Даяна, однако в 1958 году в период плановой стажировки в парашютных войсках парашют Амита во время прыжка раскрылся не полностью. Меир остался жив, но 18 месяцев провёл в госпиталях. После госпиталя он вышел в отставку и уехал учиться в Колумбийский университет. В 1961 году он получил степень магистра, его дипломная работа называлась «Сравнительный анализ армейской системы воспитания с системой воспитания в кибуце».
В 1962 году, после выхода в отставку начальника военной разведки «АМАН» Хаима Герцога, Моше Даян предложил на этот пост Меира Амита. Несмотря на отрицательное мнение куратора всех разведслужб Иссера Хареля, который опасался отсутствия у кандидата опыта работы в разведке, премьер-министр Давид Бен-Гурион по представлению начальника Генштаба Цви Цура всё же назначил Меира Амита начальником военной разведки, которую он возглавлял всего год.
Одной из заслуг Амита стало создание армейского спецназа. Понимая важность проведения спецопераций в тылу противника, Амит содействовал подготовке и оснащению «подразделения 269» и поддерживал его командира Авраама Арнана. Впоследствии это подразделение получило название Сайерет Маткаль и стало основным спецподразделением Генерального штаба Армии обороны Израиля.

### Директор Моссада
26 марта 1963 года из-за конфликта с премьер-министром Бен-Гурионом по вопросу проведения диверсионных операций против немецких учёных, работавших над ракетной программой в Египте, ушёл в отставку Иссер Харель. Новым директором «Моссада» был назначен Меир Амит, который до декабря 1963 года совмещал руководство «Моссадом» и военной разведкой.
Стиль руководства Амита принципиально отличался от стиля его предшественника. Часть сотрудников, лично преданных Харелю, уволилась, однако Амит быстро наладил работу и привлёк новых работников. Амит более чётко распределил задачи между спецслужбами, ввёл компьютеризацию, организовал стратегическое планирование и делегирование полномочий. Реформы Амита принесли результат во время Шестидневной войны, когда израильская разведка знала о противнике практически всё, что было необходимо для победы. Особый вклад в это внесли агенты «Моссада» Вольфганг Лотц в Египте и Эли Коэн в Сирии. Были изменены принципы подбора кадров и открыто новое учебное заведение для подготовки разведчиков. Штат «Моссада» вырос за счёт перехода в него ряда сотрудников военной разведки.
В этот же период «Моссад» провёл ряд успешных операций по вербовке арабских военных лётчиков, которые затем прилетели в Израиль и таким образом предоставили израильтянам возможность изучить новейшие советские военные самолёты, стоявшие на вооружении арабских стран.
Амит был активным сторонником «периферийной концепции» Реувена Шилоаха и использовал для работы разведки более 30 посольств, открытых в странах Азии и Африки. Кроме того, разведчики работали и в странах, с которыми не было дипломатических отношений. С помощью американцев, с которыми «Моссад» делился разведданными, была развёрнута широкая деятельность на африканском континенте. В Азии «Моссад» открыл резидентуру в Сингапуре, установил тайные связи со спецслужбами Индии и Индонезии.
Причастность «Моссада» к похищению в Париже в октябре 1965 года марокканского оппозиционера Махди Бен-Барки вызвала гнев президента Франции Шарля де Голля и существенно сказалась на израильско-французских отношениях. В частности, была закрыта резидентура «Моссада» в Париже, что было тяжёлым ударом для организации. В самом Израиле публичного скандала удалось избежать, однако Иссер Харель, который был советником по вопросам разведки и борьбы с террором премьер-министра Леви Эшколя, требовал отставки Меира Амита, отношения с которым у Хареля были натянутыми ещё с 1963 года. В итоге в отставку ушёл сам Харель, на этот раз окончательно завершив свою работу в органах безопасности.
Срок полномочий Амита закончился в 1968 году. Его пребывание в должности премьер-министр Леви Эшколь продлить отказался, мотивируя это делом Бен-Барки и некоторыми другими ошибками и провалами. По мнению ряда экспертов, после двух десятилетий авторитетных и самостоятельных руководителей «Моссада», премьер-министр хотел видеть на этом посту более подконтрольного человека.

### В отставке
В 1969 году после выхода в отставку Меир Амит стал президентом крупнейшей в то время израильской промышленной компании Koor Industries.
В 1976 году движение за перемены Шинуй объединилось с Демократическим движением; объединённое движение получило название «Ха-Тну‘а ха-демократит ле-шиннуй» (сокращённо «ДАШ»). Меир Амит присоединился к новой партии и с 13 июня 1977 по 20 июля 1981 года был избран депутатом в кнессет. В кнессете Амит был членом комиссии по иностранным делам и безопасности, до 15 сентября 1978 года занимал пост министра транспорта и связи.
В 1982 году Амит вернулся в бизнес и стал инициатором программы создания первого израильского космического спутника связи. В 1993—2009 годах был президентом израильской телекоммуникационной компании Spacecom.
В 2003 году стал лауреатом Государственной премии Израиля за государственную и общественную деятельность.
Руководил израильским Центром специальных исследований.
Умер 17 июля 2009 года в возрасте 88 лет.